# Lonka-Mäander
Lonka-Mäander este o arie protejată (arie specială de conservare — SAC, sit de importanță comunitară — SCI) din Austria întinsă pe o suprafață de 1,03 ha, integral pe uscat.

## Localizare
Centrul sitului Lonka-Mäander este situat la coordonatele 47°10′N 13°43′E / 47.16°N 13.71°E.

## Înființare
Situl Lonka-Mäander a fost declarat sit de importanță comunitară în decembrie 2015 pentru a proteja 1 specie de plante și 2 specii de animale. Situl a fost protejat și ca arie specială de conservare în iulie 2017.

## Biodiversitate
Situată în ecoregiunea alpină, aria protejată nu include niciun habitat protejat.
La baza desemnării sitului se află mai multe specii protejate:
- plante (1): Hamatocaulis vernicosus
- mamifere (1): liliac cârn (Barbastella barbastellus)
- nevertebrate (1): Lycaena helle

Pe lângă speciile protejate, pe teritoriul sitului au mai fost identificate 4 specii de mamifere.